# Candyass
Candyass es el álbum debut de la banda norteamericana de metal industrial Orgy, lanzado el 18 de agosto de 1998.
Fue certificado oro por la Canadian Recording Industry Association y platino por Recording Industry Association of America.

## Listado de canciones
1. "Social Enemies" – 4:05
2. "Stitches" – 3:18
3. "Dissention" – 3:31
4. "Platinum" – 3:42
5. "Fetisha" – 4:02
6. "Fiend" – 4:29
7. "Blue Monday" – 4:26
8. "Gender"  – 4:27
9. "All the Same" – 4:05
10. "Pantomime" – 4:28
11. "Revival" – 4:09
12. "Dizzy" – 3:21

## Posicionamiento
| Listas (1998–99)                        | Posición |
| --------------------------------------- | -------- |
| Estados Unidos (Billboard 200)          | 32       |
| Estados Unidos (Top Heatseekers Albums) | 1        |

## Créditos
- Chad Fridirici - Ingeniero
- Josh Abraham - Producción
- Amir Derakh - Ingeniero
- Dave Ogilvie - Mezcla
- David Kahne - Mezcla
- Jay Baumgardner - Mezcla
- Tom Baker - Masterización
- Brian Virtue - Ingeniero
- Cope Till - Ingeniero
- Doug Trantow - Ingeniero
- Jay Gordon - Voz
- Anthony Valcic - Programación
- Jonathan Davis - Voz
- Elijah Blue Allman - Voz
- Troy Van Leeuwen - Guitarra
- Steve Gerdes - Dirección artística
- Joseph Cultice - Fotografía
- Bobby Hewitt - Batería
- Paige Haley - Bajo
- Ryan Shuck- Guitarra